# Frédéric Ruby
 (août 2018).
Si vous disposez d'ouvrages ou d'articles de référence ou si vous connaissez des sites web de qualité traitant du thème abordé ici, merci de compléter l'article en donnant les références utiles à sa vérifiabilité et en les liant à la section « Notes et références ».
Frédéric Ruby, né le 22 décembre 1883 à Beaujeu et mort le 20 octobre 1970 à Lyon, est un ingénieur aéronautique, pilote d'avion, météorologue et général de brigade d'aviation français.

## Biographie
Entrée dans l'aviation militaire en 1910, Frédéric Ruby obtient son brevet de pilote civil le 15 juin 1911 sous le no 514. Aux Établissements Borel, il avait fait construire et fait voler un avion monoplan avec hélice arrière appelé Borel-Ruby, monoplan Ruby, la torpille Ruby. Il participe à l'inauguration de la halte d'atterrissage de l'aérodrome militaire de Challes-les-Eaux le 26 octobre 1913 et participa en 1914 à une virée dans les vallées alpines.
Il est breveté pilote militaire no 1158 le 6 juillet 1915 et quitte l'école de Pau le 11 juillet 1915. Il est en réserve générale de l'aéronautique du 11 juillet 1915 au 1er septembre de la même année. Il est à l'escadrille MF 60 du 1er septembre à octobre 1915. Il obtient une victoire aérienne homologuée le 8 octobre 1915 au sein de l'escadrille MF 20 du 14e corps d'armée, sous la conduite du capitaine Georges Aristide Gignoux qui reçoit le 22 novembre 1915 une citation pour : « avoir rendu des services exceptionnels dans les journées de septembre à octobre faisant preuve d'audace, d'une habileté, d'un mépris du danger au-dessus de tout éloge », signée du général Pétain, commandant la 2e armée. Puis il est affecté ensuite sur le front serbe à l'armée d'Orient le 2 septembre 1916 et commande l'escadrille 508 du front d'Orient de juin 1918 à la fin de la guerre.
En 1923 il commande le 39e régiment d'Aviation Syrie/Liban (39e RAO). Ce régiment comporte huit escadrilles de Breguet XIV réparties en quatre groupes : no 1 à Rayak (Liban), no 2 à Alep (Liban), no 3 au Territoire de l'Euphrate à Deir-Ez-Zor et Rakka (Syrie), no 4 à Damas (Syrie).
Il a parmi ses hommes le père Antoine Poidebard (1878-1955), capitaine observateur de réserve avec lequel il volera à la recherche de points d'eau. L'interprétation des photographies prises en vol permettent l'identification des sites archéologiques comme le tracé du limes impérial de Bosra à Palmyre et au Tigre, ainsi que de préciser l'organisation romaine des arrières de l'Euphrate et de l'Oronte.
Affecté au 35e régiment d'aviation de Bron en 1931, il envoie à l'été 1932 le capitaine Joseph Thoret (1892-1971) au terrain de Challes-les-Eaux pour une étude sur les courants aériens et ce dernier va créer l'école des remous afin d'apprendre aux pilotes militaires le vol en montagne dont le capitaine Girard prendra le commandement. Cette école constitue une escadrille dépendant de la 5e brigade aérienne de Bron et fut créée avec le soutien du lieutenant-colonel Girier. Frédéric Ruby qui y venait régulièrement s'entraîner en assura la direction après le lieutenant Morgan.
Il se distingue par ses études aérologiques et celles contre la grêle. Le 6 mai 1934, il inaugure l'aérodrome des Burettes (Isère), en coupant le ruban, suivi d'un grand meeting aérien.
En 1936, Le colonel Ruby commande la 35e escadre d'aviation de Bron. À la demande de M. Jacques Monin, président de la Société de viticulture du Rhône, il met en application ses découvertes sur la formation de la grêle et des moyens qu'il jugeait susceptibles de la combattre. Il met en place les moyens de défense censés combattre ce fléau dans le vignoble du Beaujolais.
Pendant la Seconde Guerre mondiale, il coopère au service de radiogoniométrie. À l'automne 1944 à Bron, il crée le groupe 1/35 ou Aviation des Alpes, une escadrille de reconnaissance armée avec des pilotes provenant de la Résistance et prend le commandement du maquis du Col de la Crie. Ce maquis regroupait des combattants qui refusaient de se joindre aux FTP communistes. Après la deuxième bataille des Alpes, il réintègre l'Armée des Alpes jusqu'à la fin de la guerre.
Pendant sa retraite dans sa maison « L'Hermitage » à Régnié-Durette, il s'occupe de météorologie et est vice-président de la Société de météorologie du Rhône où il poursuit sa lutte contre la grêle. Il veut contraindre les formations nuageuses de grêle à se transformer en pluie. Pour ce faire, il envoie une quantité importante d'iodure d'argent dans le nuage, soit à l'aide de petites fusées, soit en faisant survoler les nuages par un avion Pilatus[pourquoi ?]. Il emploie également les canons anti-grêle dans les années 1950 qui provoquaient une très forte déflagration et dont l'onde de choc se propageant aux nuages est supposée perturber la formation de grêlons
Frédéric Ruby est mort à Lyon le 20 octobre 1970 et inhumé dans la même ville au cimetière de Loyasse, allée no 1.

## Appareils pilotés
- Breguet 14
- Breguet 27
- Borel-Ruby "Torpille" - (1913) mitrailleuse à l'avant, hélice à l'arrière envergure 9 mètres - Longueur 7 mètres - Moteur Gnôme 70 cv
- Farman MF.7 Longhorn (1913)
- Farman MF.11 et MF 11bis dit aussi Farman MF.11 Shorthorn (1913)
- Hanriot HD.14 (en)
- Hanriot H.230
- Potez 25 TOE
- Breguet 27
- Pilatus P-4

## Publications
- La Grêle et les moyens de s'en défendre, conférence faite en 1937 au Congrès international des calamités, à Paris et à l'Université de Strasbourg, suivie du rapport de 1938 fait à la Commission météorologique du Rhône, Lyon : imprimerie Audin, 1938, 77 pages
- La Grêle et les moyens de s'en défendre, la pluie artificielle : nouvelles études -1962, Paris : Éditions Eyrolles, 1964, 186 pages & illustrations
- collaborations à La Librairie française, Cercle de la Librairie, en 1949.
- La Grêle, Flammarion, 1952, 320 p.
- collaborations à la Revue de Géographie de Lyon, vol.41-42, en 1966.